# Hokej na travi na Sveafričkim igrama 1991.
Hokej na travi na Sveafričkim igrama 1991. hokeju na travi za muške 1991. se održao u Egiptu, u Kairu.
Održao se u razdoblju od 20. rujna do 1. listopada 1991.
Egipatska vlada je omogućila posjetiteljima besplatan posjet utakmicama na stadionima.

## Natjecateljski sustav
Hokej na travi je po drugi put bio na programu Sveafričkih igara. 
Igrao se samo muški turnir.

## Konačni poredak
| Mj. | Država   |
| --- | -------- |
| 1.  | Egipat   |
| 2.  | Kenija   |
| 3.  | Zimbabve |
| 4.  | Gana     |
| 5.  | Nigerija |